# STS-28
STS-28 — позначення космічної експедиції США, здійсненої на космічному кораблі «Колумбія» 8—13 серпня 1989 року. Експедиція стала 30-ю за рахунком у рамках програми «Спейс Шаттл», це був перший запуск «Колумбії» після реконструкції. Політ відбувався в інтересах Міністерства оборони США (четвертий такий політ). Подробиці польоту засекречені.

## Екіпаж

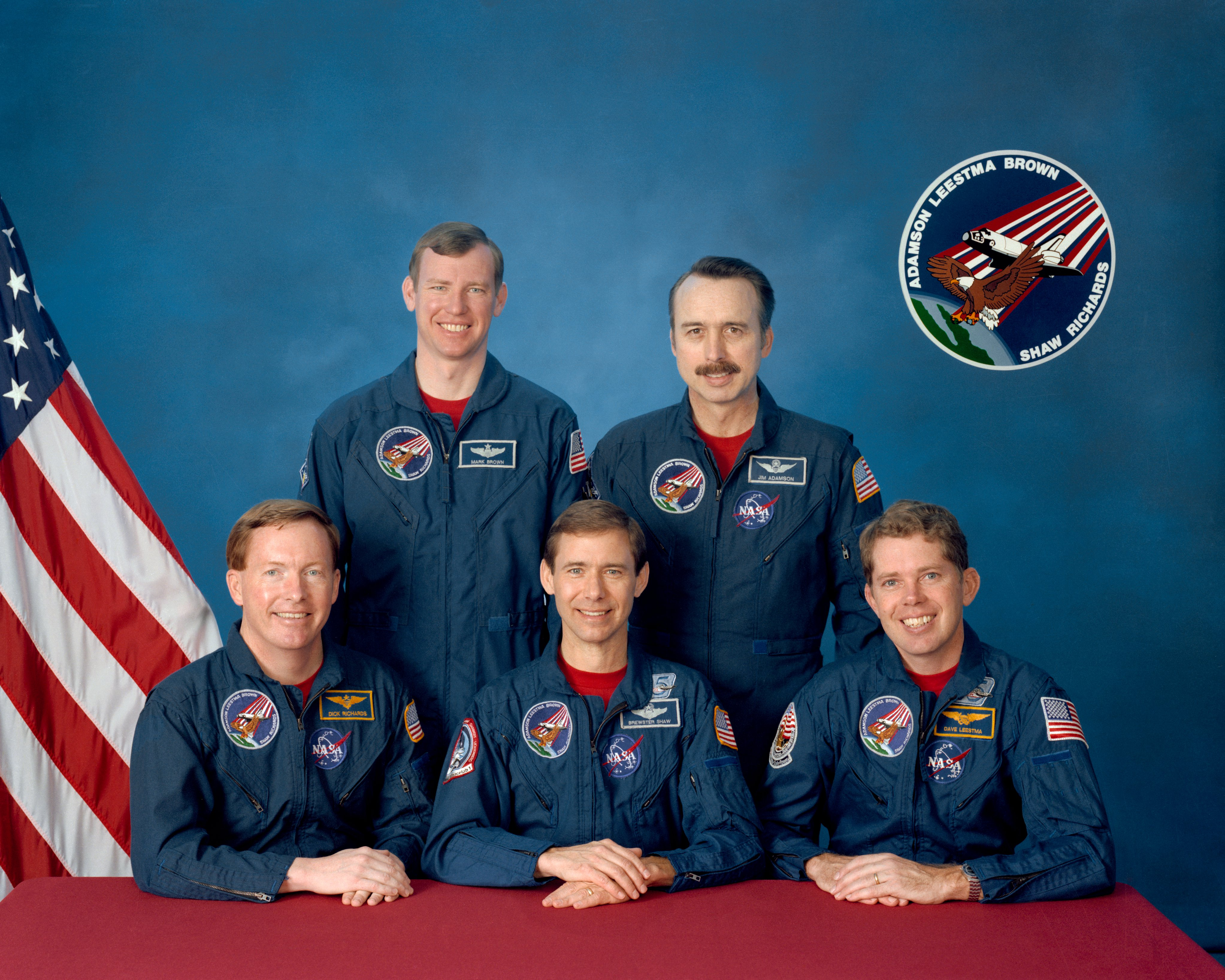
Екіпаж STS-28. Зліва направо — сидять Річардс, Шоу, Лістма; стоять: Браун, Адамсон

- (НАСА): Брюстер Хопкінсон Шоу (англ. Brewster Hopkinson Shaw) (3)[1] — командир;
- (НАСА): Річард Н. Річардс (1) — пілот;
- (НАСА): Джеймс К. Адамсон (англ. James Craig Adamson) (1) — фахівець за програмою польоту 1;
- (НАСА): Девід Корнелл Лістма (2) — фахівець за програмою польоту 2;
- (НАСА): Марк Ніл Браун (1) — фахівець за програмою польоту 3.

## Параметри польоту
- ’‘‘Маса корисного навантаження : (?) 19600 кг
- ’‘‘Навантаження: супутникова система збору даних («супутникова система даних» супутникові (?))

## Опис польоту
Виведено на орбіту два військові супутники:
- США-40 (1989-061B)
- США-41 (1989-061C)

Спочатку припускали, що основним корисним навантаженням буде покращений супутник фоторозвідки типу КН−11. У більш пізніх джерелах і в звітах при аматорських спостереженнях вказувалося, що супутник USA-40 — представник другого покоління супутників типу «супутникова система даних», аналогічний виведеному під час польоту STS-53.
Перший з шатлів, «Колумбія» (OV-102), був запущений з установки 39B пускового комплексу Космічного центру ім. Кеннеді 8 серпня 1989. Час старту 12:37:00 UTC. Приземлення — 13 серпня на авіабазі Едвардс у Каліфорнії в 13:37:08 UTC. Тривалість польоту 5 днів 1:00 8 хвилин 0 секунд.
Під час польоту екіпаж відключив нагнітач системи контролю реакцій (реакція системи управління RCS) через протікання, також не працював нагрівач цієї системи.
Післяполітний аналіз показав незвично високий нагрів системи термозахисту (теплової TPS системи захисту). У детальному звіті відзначено видавлювання заповнювача щілин між блоками захисту як причину. Цей заповнювач ідентичний матеріалу, який був вилучений при виході у відкритий космос під час польоту STS-114 в 2005.

## Галерея
|                                           |
| «Колумбія» на стартовій платформі «39-B». |

|               |
| Зліт «STS-28» |

|                                              |
| Льодовик Маласпіна Аляска. Знімок із космосу |

|                                                               |
| «STS-28 Почесна медаль ім. Робінса» (англ. Robbins Medallion) |

|                  |
| Супутник «SDS-2» |

|                |
| «SILTS» знімок |

|                                                                    |
| «DSO 469» Експеримент експозиції: випромінювання людського черепа. |

|                                                      |
| «SILTS» (англ. Shuttle Lee-side Temperature Sensing) |